# Pif le chien
Cet article possède des paronymes, voir Pif et Paf le chien.
Pif le chien est un personnage de bande dessinée créé en 1948 pour le quotidien L'Humanité par José Cabrero Arnal, un espagnol exilé en France en 1939 suite à la guerre civile espagnole et déporté au camp de concentration de Mauthausen en Autriche. C'est un chien d'allure anthropomorphe qui forme une relation antagoniste/protagoniste avec le chat Hercule. Après L'Humanité, Pif est devenu la série vedette du journal pour enfants Vaillant. En 1969, Vaillant est remplacé par Pif Gadget. L'Humanité et l'hebdomadaire L'Humanité Dimanche publiaient aussi dans chaque numéro de courtes histoires de trois ou quatre cases.

## Origines
Il eut comme prédécesseur le personnage de Top du même auteur, qui fut ensuite identifié comme le père de Pif. 
Pif apparaît pour la première fois le 26 mars 1948 (avec un premier gag publié le 28 mars 1948), en noir et blanc, dans le journal quotidien L'Humanité, puis dans son supplément hebdomadaire L'Humanité Dimanche. À ses débuts, Pif servait surtout de prétexte à la dénonciation des injustices de son époque : la faim ou le manque de logements. Pif connaît ses premières aventures en couleur dans Vaillant le journal le plus captivant en 1952 : si Vaillant est publié par une maison d'éditions proche du PCF, les aventures de Pif sont cette fois des histoires comiques destinées à la jeunesse, sans contenu politique flagrant. Il y connaît rapidement un tel succès que le journal change de nom pour devenir Vaillant le journal de Pif en 1965, puis Pif Gadget en 1969. Dès les années 1960, Arnal, malade et fatigué (il ne s'est jamais vraiment remis de son expérience en déportation durant la guerre), abandonne progressivement la série à Roger Mas, qui étoffe l'univers de Pif et crée le personnage de Pifou, qui aura ensuite sa propre série. D'autres auteurs se succèderont sur les aventures de Pif et Hercule dont, parmi les plus connus : Louis Cance, Carmen Levi (seule femme à avoir dessiné Pif), Yannick Hodbert, François Dimberton, Michel Motti, Claudio Onesti (Clod), François Corteggiani et Giorgio Cavazzano.
Le personnage est animé dans un film publicitaire cinématographique pour le journal L'Humanité et réalisé par Julien Pappé.
Tracé d'un trait net et précis, Pif le chien apparaissait parfois dans des cases un peu vides et d'une manière un peu immobile, mais le style tout en arrondi et les fonds en aplat de couleur donnaient à la série un air de gaieté proche d'un Walt Disney. Il est également paru en trimestriel de 1950 à 1967 et dans un « petit format » intitulé Pif Poche à partir de 1962.
Le 1er juillet 2004, à la suite de la sortie du nouveau Pif Gadget, il est revenu sous le dessin de Bernard Ciccolini et le scénario de Richard Médioni. En septembre 2005, Olivier Fiquet et François Corteggiani reprennent le relais.

## L'histoire originelle
Pif le chien vit dans une famille de classe populaire formée du travailleur Tonton (César), de son épouse Tata (Agathe) et de l'enfant de la maison, Doudou. Pif et Doudou font les quatre-cents coups au grand danger de se faire botter le train par le brutal Tonton qui ne craint rien au monde hormis le percepteur et sa tyrannique épouse. Hercule, chat brutal et faquin, œuvre corollairement à s'emparer du bifteck chapardé par Pif, mais Tonton et Tata sont un danger constant pour lui aussi. Parfois Hercule a le dessus, parfois c'est Pif. Doudou peut s'allier aux deux animaux ou les jouer l'un contre l'autre ou les trahir tous les deux. Tonton et Tata, qui ont eux-mêmes leurs propres conflits internes susceptibles d'encourager d'autres alliances, peuvent capturer Pif ou Hercule, ou les perdre, ou tomber dans leur piège, ou éventer leur combine, ou jouer l'un contre tous les autres. Les combinaisons sont infinies.

## Hercule
Personnage associé à Pif, Hercule est apparu dans les pages de L'Humanité en 1949. Hercule est un chat noir et blanc, taquin, bagarreur, portant un pansement en croix sur la joue et un sourire affamé sur les babines. Il a toutes les caractéristiques du voyou sans scrupule. L'essentiel de son rôle dans les bandes dessinées où il apparaît consiste à tenter de piéger Pif, et à gagner ou à perdre, en fonction du sort des armes. Il prolonge la tradition des antagonistes faire-valoir. Au fil des numéros et du temps, Hercule a quelque peu perdu son statut de « méchant » et agit le plus souvent comme un ami proche de Pif, faisant de temps en temps les quatre-cents coups avec lui. Finalement, ils ont fini par devenir des compères avec une relation haine/amitié.
En 1976, Yannick Hodbert obtient les droits sur Hercule, il lui donne ses propres aventures sans Pif le Chien ; Hercule a d'ailleurs fini par avoir son propre magazine, intitulé Super Hercule, qui a une formule d'édition assez proche de Pif Gadget : Super Hercule montre aussi des BD, mais il a un ton plus comique que son cousin avec de nombreux gags et un humour sarcastique. Il offre aussi un gadget, mais ce dernier est beaucoup plus orienté « farces et attrapes ».

## Pifou
Dans le numéro 685 de Vaillant, alors dessiné par Roger Mas, apparaît Pifou qui est le fils de Pif (et de mère inconnue). Son langage se limite aux mêmes onomatopées : « glop glop » (pour exprimer une satisfaction ou une approbation) et « pas glop » (pour mentionner un déplaisir, une réprobation ou une contrariété).

## Brutos
Brutos cohabite avec Pifou.

## Personnages de l'univers Pif
- Krapulax, ennemi de Pif. Il veut devenir « maître du monde », aidé en cela par son adjoint Gnom, par le professeur Mochepoire, inventeur malfaisant, et par ses hommes de main les Krapumecs.
- Cicéron, ennemi du type escroc, aidé de Busard, un voyou, et Gorille, un gros bras.
- Agent Farfouille, un agent de police.
- Grochoux, un homme d'affaires.
- Le Professeur Belpomme, génie et inventeur un peu farfelu, ami de Pif et Hercule.
- Le Professeur Grostalent, autre génie farfelu.
- Le commissaire Maigrelet (allusion au héros de Simenon) et l'agent Beudebois représentent les forces de l'ordre.
- Le docteur Kifelkloun, un docteur farfelu.
- Paméla, une jeune acrobate rencontrée dans un cirque et qui accompagnera par la suite Pif et Hercule dans de nombreuses aventures.

## Adaptations
Il a fait l'objet d’une série télévisée d'animation, Pif et Hercule en 1989, et d'un long métrage, Les Mille et Une Farces de Pif et Hercule, en 1993.

### Documentation
- Collectif, La Fabuleuse histoire de Pif le chien, Vaillant, 1979.
- Barthélemy Amengual, Le Petit monde de Pif le chien : Essai sur un « comic » français, Alger, Travail et culture d'Algérie, 1955, 119 p. (BNF 33950828).
- Henri Filippini, « Pif le chien : histoire d’une tragédie éditoriale », sur BDzoom, 15 avril 2014.
- Paul Gravett (dir.) et Nicolas Finet (dir. de l'éd. en français), « De 1930 à 1949 : Pif le chien », dans Les 1001 BD qu'il faut avoir lues dans sa vie, Paris, Flammarion, 2012, 960 p. (ISBN 978-2-08-12777-3-1), p. 149.
- Henri Garric (dir.) et Jean Vigreux (dir.), Pif le chien : esthétique, politique et société, Dijon, Éditions universitaires de Dijon, coll. « Société », 2022, 128 p. (ISBN 978-2-36441-458-7).